# Tsudikong
Tsudikong es una ciudad censal situada en el distrito de Mokokchung en el estado de Nagaland (India). Su población es de 4416 habitantes (2011). 

## Demografía
Según el censo de 2011 la población de Tsudikong era de 4416 habitantes, de los cuales 2798 eran hombres y 1618 eran mujeres. Tsudikong tiene una tasa media de alfabetización del 87,68%, superior a la media estatal del 79,55%: la alfabetización masculina es del 90,28%, y la alfabetización femenina del 82,89%.